# Baldeep Singh Junior
Baldeep Singh Junior (ur. 12 stycznia 1987) – indyjski piłkarz, grający na pozycji pomocnika.

## Kariera klubowa
Od 2005 do 2011 Baldeep Singh Junior spędził w JCT FC.

## Kariera reprezentacyjna
W reprezentacji Indii Singh Junior zadebiutował w 2008 w zremisowanym 1-1 meczu z Tadżykistanem w AFC Challenge Cup. Indie wygrały ten turniej co oznaczało wywalczenie awansu do Pucharu Azji. Singh znalazł się w kadrze na Puchar Azji w 2011. Dotychczas rozegrał w reprezentacji 12 spotkań.